# Laudelino Cubino
Laudelino Cubino González (* 31. Mai 1963 in Béjar,  Kastilien und León) ist ein ehemaliger spanischer Radrennfahrer.
Während seiner Zeit als Profi von 1986 bis 1996 belegte er dreimal Plätze unter den ersten Zehn bei der Vuelta a España, 1988 wurde er Vierter, 1992 Sechster und 1993 Dritter. Er gewann insgesamt sechs Etappen bei allen drei Grand Tours. In der Tour de France 1988 gewann er die Sonderwertung Souvenir Henri Desgrange. Außerdem wurde er 1990 Gesamtsieger der Katalonien-Rundfahrt und spanischer Meister im Straßenrennen.
Nah seiner Karriere als Aktiver war er 2017 Manager des Teams Equipo Bolivia, welches im gleichen Jahr wieder aufgelöst wurde.

## Erfolge
1986
- Clásica a los Puertos
- eine Etappe Tour de l’Avenir

1987
- eine Etappe Vuelta a Espana

1988
- Clásica a los Puertos
- eine Etappe Tour de France
- eine Etappe Burgos-Rundfahrt
- eine Etappe Vuelta a los Valles Mineros

1989
- Gesamtwertung und eine Etappe Vuelta a los Valles Mineros
- eine Etappe Galicien-Rundfahrt
- eine Etappe und Bergwertung Asturien-Rundfahrt

1990
- Spanischer Meister – Straßenrennen
- Subida al Naranco
- Gesamtwertung Katalonien-Rundfahrt
- eine Etappe Galicien-Rundfahrt

1991
- eine Etappe Vuelta a Espana
- eine Etappe Critérium du Dauphiné Libéré
- eine Etappe Vuelta a Colombia

1992
- eine Etappe Vuelta a Espana
- eine Etappe Critérium du Dauphiné Libéré
- eine Etappe Murcia-Rundfahrt

1993
- Gesamtwertung und eine Etappe Burgos-Rundfahrt
- eine Etappe Aragon-Rundfahrt

1994
- Gesamtwertung und eine Etappe Galicien-Rundfahrt
- eine Etappe Giro d’Italia

1995
- eine Etappe Giro d’Italia
- eine Etappe Vuelta a La Rioja

1996
- eine Etappe Vuelta a Colombia

## Wichtige Platzierungen
Grand-Tours
| Grand Tour            | 1987 | 1988 | 1989 | 1990 | 1991 | 1992 | 1993 | 1994 | 1995 | 1996 |
| --------------------- | ---- | ---- | ---- | ---- | ---- | ---- | ---- | ---- | ---- | ---- |
| Giro d’ItaliaGiro     | –    | –    | –    | –    | –    | –    | –    | DNF  | 40   | –    |
| Tour de FranceTour    | DNF  | 13   | DNF  | –    | –    | DNF  | 42   | DNF  | 27   | DNF  |
| Vuelta a EspañaVuelta | DNF  | 4    | –    | –    | 15   | 6    | 3    | DNF  | –    | –    |

Weltmeisterschaften
| Weltmeisterschaft   | 1988 | 1989 | 1990 | 1991 | 1992 | 1993 | 1994 |
| ------------------- | ---- | ---- | ---- | ---- | ---- | ---- | ---- |
| StraßenrennenStraße | 55   | –    | 40   | –    | DNF  | DNF  | DNF  |